# Claude Choules
Claude Choules (Pershore, Worcestershire, England 3. marts 1901 – Perth, Western Australia 5. maj 2011) var i alderen 110, den sidste orlogsgast fra første verdenskrig. Indtil sin død  levede han et stille liv i Australien.
Han var gift i firs år. Hans kone blev 98 år gammel 